# Pennar
De Pennar (పెన్నా), ook Penner, Penna en Penneru, is een rivier in het zuiden van India.
De Pennar ontspringt in de Nandiheuvels in het district Chikkaballapur van de deelstaat Karnataka en stroomt vervolgens 560 km van noord naar oost door de deelstaat Andhra Pradesh om uit te monden in de Golf van Bengalen.